# Palazzo Reale (Bucarest)
Il Palazzo Reale di Bucarest (in romeno Palatul Regal din București) è un edificio monumentale di Bucarest, situato sulla Calea Victoriei. Centro del potere monarchico rumeno, il palazzo ha cambiato nel tempo destinazione: ora è sede del Museo nazionale d'arte della Romania.
Durante la seconda guerra mondiale, venne progettato un edificio adiacente, ma non venne mai realizzato.

## Storia e descrizione

Veduta della facciata.

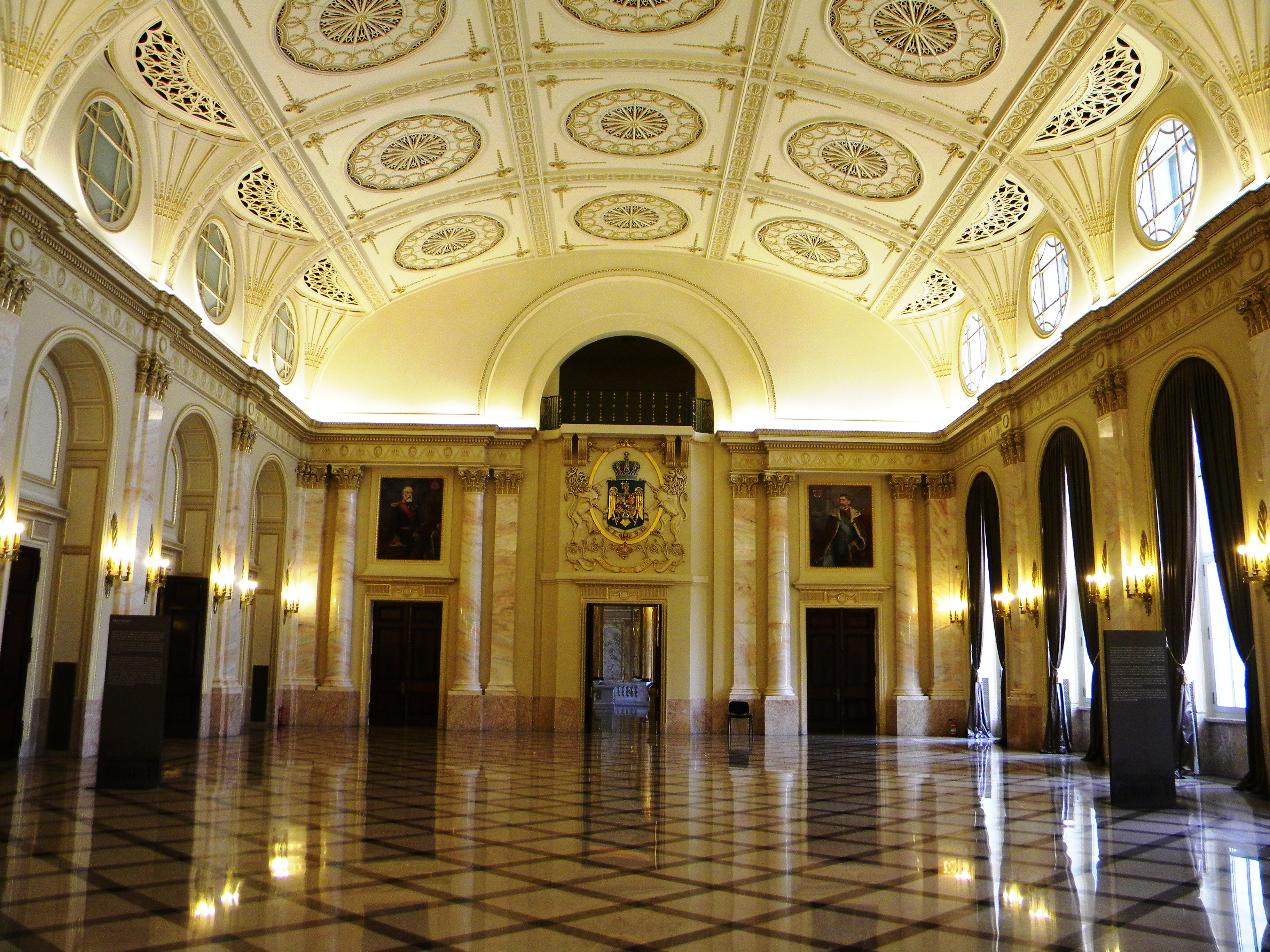
La Sala del trono.

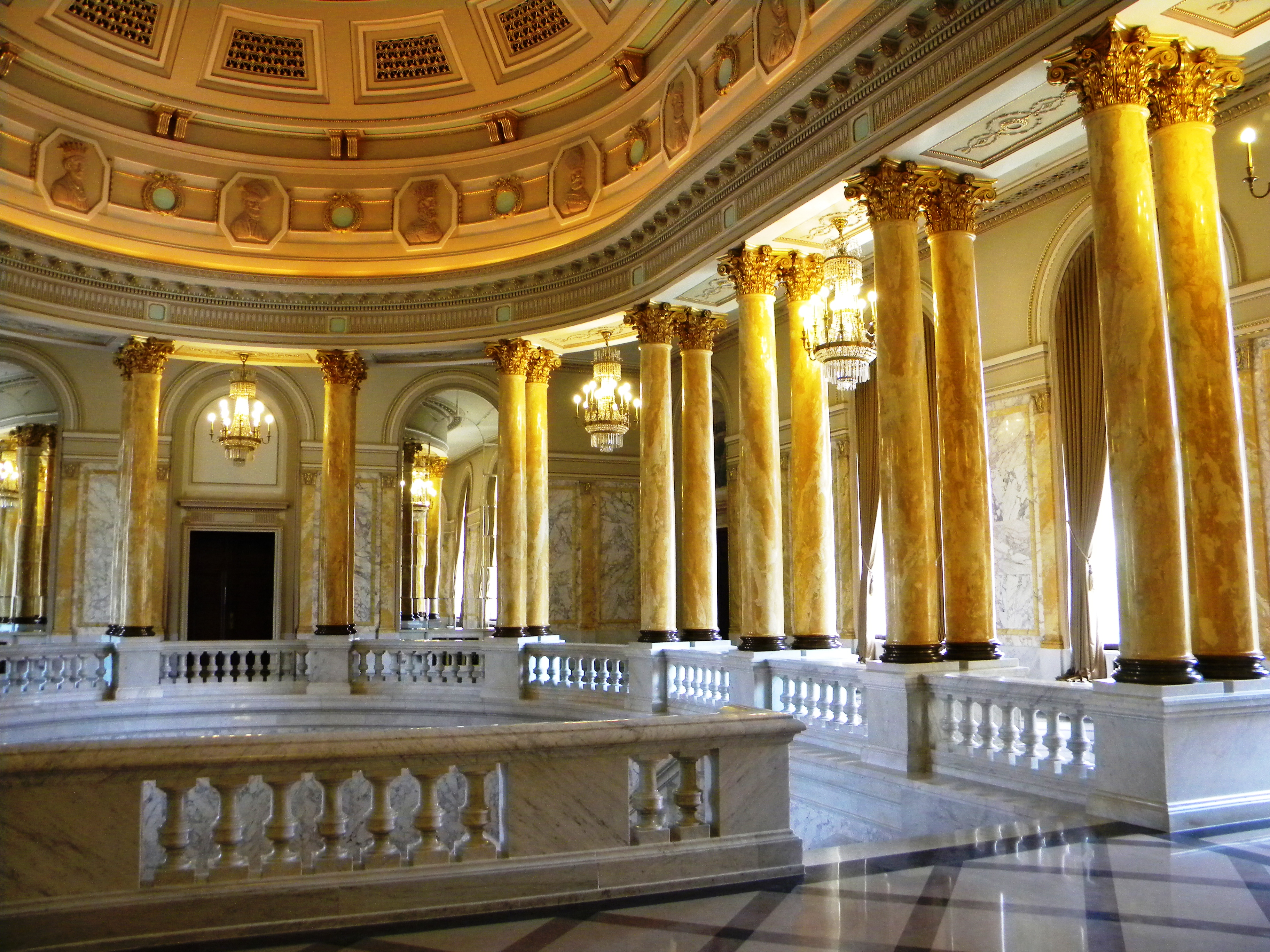
Lo Scalone d'onore.

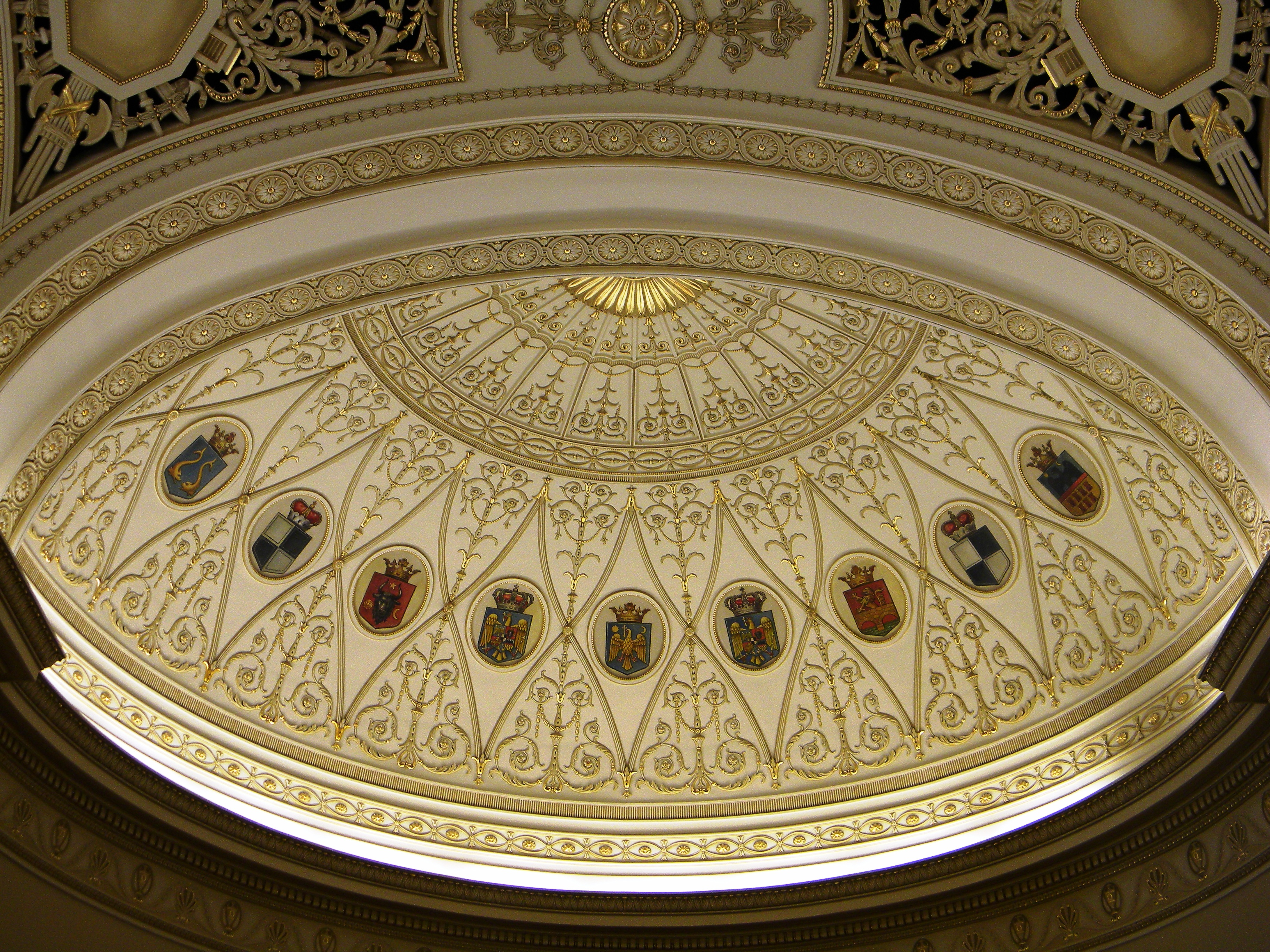
Particolare della volta sopra il trono.

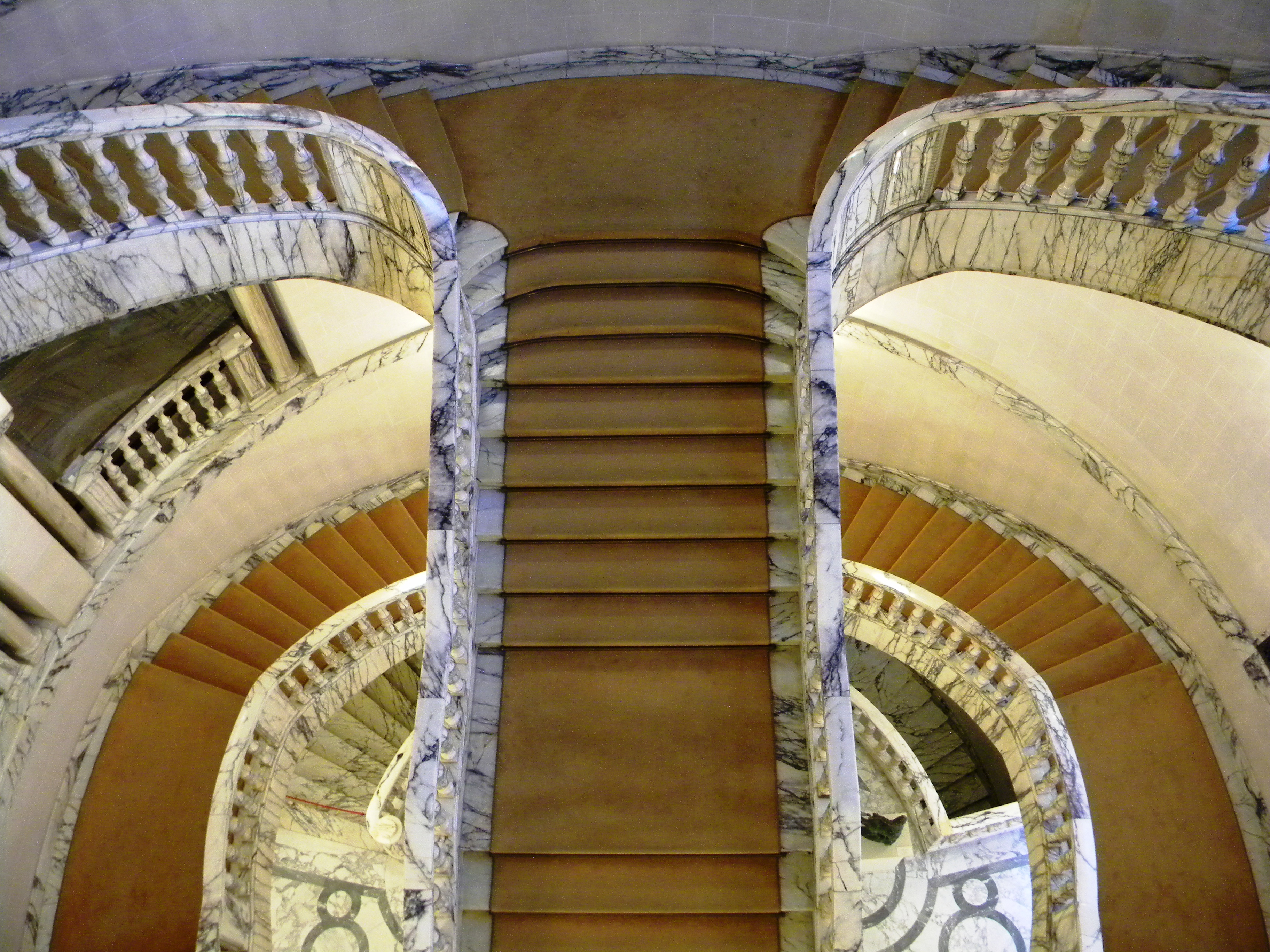
Le scale arabescate.

In questo luogo il logoteta Dinicu Golescu (1777-1830), colto boiardo rumeno, intellettuale e illuminista, vi fece costruire un palazzo in stile neoclassico tra il 1812 e il 1815. L'edificio era composto da un piano terra e da un primo piano, con un totale di 24 stanze, un numero impressionante, per la Bucarest dell'epoca. Ben presto divenne un grande salotto tanto da essere il centro intellettuale della città. Nel 1833, qualche anno dopo la sua morte, venne ceduto allo Stato.
Venne più volte rimaneggiato e nel 1837 fu utilizzato come Corte principesca per Alessandro Ghica Vodă. Dal 1859 al 1866 l'edificio fu l'abitazione del sovrano dei Principati Uniti, Alessandro Giovanni Cuza. Dal 10 maggio 1866 divenne la residenza del principe Carlo I.
In seguito all'indipendenza dall'Impero ottomano del 1878, i principi di Romania ne divengono Re a partire dal 1881. Si pose così nuovamente mano al palazzo, ora reale, ampliato su progetto dell'architetto francese Paul Gottereau. Tuttavia l'incendio del 1927 distrusse il corpo centrale, per cui tra il 1935 ed il 1936 venne demolito. Il palazzo fu ricostruito, con delle varianti, dall'architetto Nicholas Nenciulescu. La costruzione del nuovo edificio, a forma di U e dotato di un patio, terminò nel 1937.
Il palazzo possiede due ingressi: uno sulla sinistra, utilizzato dal re e dai suoi ospiti che conduce in un corridoio ottagonale, decorato in stile neo-bizantino, dove gli ospiti entrano nella sala formale, una grande sala quadrata, ed uno centrale.
Il re Carlo II possedeva diverse proprietà nei pressi del palazzo, tra cui la casa dove aveva vissuto negli anni trenta insieme a Elena Lupescu e suo figlio, il principe ereditario Michele. Il 6 settembre 1940, nella Sala del Trono ebbe luogo la cerimonia del giuramento di re Michele, alla presenza del generale Ion Antonescu, del Patriarca, e del presidente della Corte di Cassazione.
Il 23 agosto 1944 nel palazzo ebbe luogo una conversazione tra il re e il dittatore Ion Antonescu, che, alleato con i tedeschi, in un tentativo di colpo di stato, arrestò il presidente del Consiglio dei Ministri, sostituendolo con il generale Sănătescu. La reazione delle autorità non si fece attendere, la guardia reale e le guardie della missione arrestarono il generale Antonescu, senza destare sospetti nei confronti dei tedeschi. La risposta della Germania nazista fu rapida e dolorosa: il Palazzo Reale e la nuova casa vennero bombardati. Mentre il palazzo subì danni significativi, la nuova casa venne completamente distrutta.
Dopo la liberazione della Romania da parte delle truppe sovietiche e frenetici lavori di ristrutturazione sia della sala del trono che di alcune sale del Palazzo Reale, il 19 luglio 1945 vi venne consegnato l'Ordine Sovietico per la Vittoria a Michele I. Durante la Rivoluzione del 1989, il palazzo venne nuovamente bruciato e successivamente restaurato.

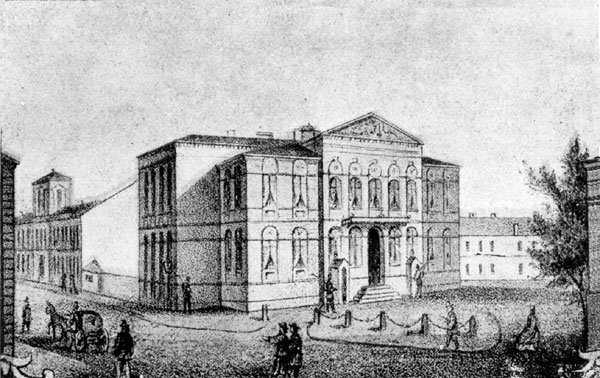
Casa Golescu